# Bruchmann
Bruchmann ist ein Familienname, der vor allem im deutschsprachigen Raum auftritt.

## Namensträger
- Dalal Bruchmann (* 1990), österreichische Musikerin, Komponistin und Schauspielerin
- Franz von Bruchmann (1798–1867), österreichischer Redemptorist
- Helmut Bruchmann (1847–1920), deutscher Botaniker
- Karl Bruchmann (Historiker) (1902–1967), deutscher Historiker und Archivar
- Karl Friedrich Bruchmann (1863–1919), deutscher Altphilologe und Lehrer
- Klaus-Peter Bruchmann (1932–2017), deutscher Komponist
- Martin Bruchmann (* 1989), deutscher Schauspieler